# Mesosella
Mesosella is een kevergeslacht uit de familie van de boktorren (Cerambycidae). De wetenschappelijke naam van het geslacht werd voor het eerst geldig gepubliceerd in 1884 door Bates.

## Soorten
Mesosella omvat de volgende soorten:
- Mesosella kumei Takakuwa, 1984
- Mesosella simiola Bates, 1884